# Werner Lang (Ingenieur)
Richard Werner Lang (* 23. März 1922 in Bermsgrün; † 17. Juni 2013 in Zwickau) war ein deutscher Ingenieur und Automobil-Konstrukteur. Er gilt als einer der Väter des Trabant 601.

## Karriere
Nach einer 1939 abgeschlossenen Ausbildung zum Former in Schwarzenberg/Erzgeb. besuchte Lang die örtliche Handels- und Gewerbeschule. Ab 1940 studierte er Maschinenbau und Fahrzeugtechnik an der Ingenieurschule Zwickau. 1941 wurde er als Soldat zum Kriegsdienst eingezogen. „1944 fand er in Italien den Weg zu den Partisanen.“ 1945 konnte er sein Studium in Zwickau und Chemnitz wieder aufnehmen und schloss 1949 mit der Ingenieurprüfung ab. 
Ab 1949 war er für den Automobilhersteller Horch tätig, ab 1951 als dessen Technischer Direktor. Nach Zusammenschluss der Werke von Horch und Audi wurde er technischer Direktor und 1958 Chefkonstrukteur des VEB Sachsenring Kraftfahrzeug- und Motorenwerks Zwickau. 1966 wurde er an der TU Dresden mit einer Arbeit über Probleme der konstruktiven Vorbereitung im Kraftfahrzeugbau und die Möglichkeiten ihrer Verkürzung zum Dr.-Ing. promoviert. Von 1970 bis 1983 zeichnete er in der Funktion als Direktor für Wissenschaft und Technik von Sachsenring maßgeblich für die Weiterentwicklung des Trabants verantwortlich, soweit es die DDR-Führung zuließ. So wurde der Trabant 603, den Lang als Chefkonstrukteur mitentwickelt hatte, durch das SED-Politbüro, und hier maßgeblich durch SED-Wirtschaftboss Günter Mittag, verhindert.
Lang (SED) war 1954 bis 1958 Abgeordneter der Volkskammer in der zweiten Wahlperiode.
Bis zu seinem Tod widmete sich Lang gemeinsam mit seiner Ehefrau der Dokumentation der Entwicklung des Trabant 601.

## Auszeichnungen
- 1954: Nationalpreis der DDR III. Klasse für Wissenschaft und Technik
- 1974: Nationalpreis der DDR II. Klasse für Wissenschaft und Technik
- 2008: Martin-Römer-Medaille der Stadt Zwickau